# João Campos (treinador)
João Francisco Silva Campos (Pedorido, Castelo de Paiva, 18 de Abril de 1956) é um treinador de atletismo português.
Treinador especializado no meio fundo e fundo de alto rendimento. Já orientou atletas de elevado prestígio como Fernanda Ribeiro (campeã olímpica), Jéssica Augusto (campeã da europa) ou Rui Silva (campeão do mundo).
É casado com a também treinadora Elsa Amaral.

## Condecorações recebidas
- Medalha de Honra de Mérito Desportivo
- Colar da Ordem Olímpica atribuído pelo Comité Olímpico de Portugal
- Medalha de Ouro da Cidade do Porto